# Parque natural de la Sierra de Espadán
El Parque Natural de la Sierra de Espadán (en valenciano Parc Natural de la Serra d'Espadà) es un espacio natural protegido español situado en la provincia de Castellón, en la Comunidad Valenciana.

## Datos básicos
Este paraje de 31 180 hectáreas fue declarado parque natural por el gobierno valenciano el 29 de septiembre de 1996 siendo el segundo entorno protegido más grande de toda la comunidad. El parque natural forma parte de una sierra en las estribaciones del Sistema Ibérico  que separa las cuencas de los ríos Palancia al sur y Mijares al norte. La sierra se encuentra localizada entre las comarcas del Alto Palancia, Alto Mijares y la Plana Baja.

## Municipios comprendidos
Son diecinueve los municipios que comprenden las 31 180 ha del parque natural:
| - Aín - Alcudia de Veo - Algimia de Almonacid - Alfondeguilla - Almedijar - Artana - Ayódar - Azuébar - Chóvar - Eslida |  | - Fuentes de Ayódar - Higueras - Matet - Pavías - Tales - Torralba del Pinar - Sueras - Vall de Almonacid - Villamalur |

## Orografía
Esta es una sierra en las estribaciones del Sistema Ibérico con unos 60 km de longitud y 1200 km² de extensión. No posee una altitud demasiado elevada ya que sus montañas más altas apenas superan los mil metros como el pico de la Rápita (1106 metros) el pico del Pinar (1101 metros) o el pico Espadán (1099 metros).
La Sierra de Espadán constituye una alineación montañosa que posee un modelado geomorfológico caracterizado por abruptas crestas y lomas más suaves y redondeadas, pasando en pocos kilómetros desde el nivel del mar hasta los 1106 m del pico de la Rápita.

## Geología
Existe un marcado predominio del triásico inferior y medio, no obstante, dada su gran complejidad, también abundan los materiales del periodo jurásico y, a través de los pliegues y fallas que la conforman afloran los materiales de la Era Paleozoica.

## Clima
Esta sierra presenta un típico clima mediterráneo con sequía en verano y lluvia en otoño, con matices según sea la influencia marítima o continental debido a la cercanía de la costa. En esta sierra llueve algo más que en su entorno.

## Ríos
El único río de cierta importancia que surca el parque es el río Veo. Existen, eso sí, hay diversos arroyos, ramblas o barrancos que desembocan en el  Mar Mediterráneo o los ríos Palancia o Mijares.

## Flora
Tiene el mayor alcornocal (Quercus suber L.) de la Comunidad Valenciana. Ello se debe a la lluvia y los suelos de arenisca, que absorben mucha agua. Además hay pino rodeno tanto formando bosques propios como acompañando a los alcornoques. También y de manera aislada hay melojo, tejo, acebo, castaño, arce, quejigo, avellano y madroño.
Otro hábitat digno de mención es el matojar, formado por especies como el  brezo, enebro o torvisco. Hay zonas de cultivo de algarrobo, almendro, olivo, cerezo y otros frutales; destacan el olivo por la calidad del aceite y las cerezas cultivadas en el fondo y en las laderas de los valles. 
Tiene varios endemismos valencianos como la bracera, el clavellet de roca, l'herba de llunetes o la ginesta de sureda.

## Fauna
La fauna de la sierra es rica y variada destacando el sapo común y el gallipato entre los anfibios, y el lagarto ocelado, la lagartija colilarga, la culebra de escalera y la culebra bastarda entre los reptiles.
Entre la avifauna las más representativas son las rapaces como el águila perdicera, el águila culebrera, el águila calzada, el azor, el cárabo, el búho chico y el búho real. También es posible encontrar otro tipo de aves como el arrendajo, el trepador azul, el petirrojo, el torcecuello o el pinzón.
Entre los mamíferos destacan el jabalí, el zorro, la garduña, la gineta o el tejón, además de 16 especies de murciélagos, algunos en peligro de extinción. En los últimos años ha llegado Cabra Hispánica procedente del Maestrazgo.

## Parajes de interés
Este parque posee una gran riqueza histórica y cultural. Por ello es recomendable visitar los diversos pueblos que aún mantienen su estructura medieval como Veo, Aín o Almedíjar, además de los restos de la multitud de castillos moriscos que existen en cada uno de los municipios del parque natural. 
Muy interesantes son las «neveras», edificios de piedra construidos en los siglos XVIII y XIX para almacenar nieve durante todo el año, como la de Castro, situada en Alfondeguilla, la de Espadán entre Algimia de Almonacid y Alcudia de Veo o la de Cuatro Caminos en Villamalur. En las localidades de Tales y Sueras, aparte de visitar sus hermosos cascos históricos y sus apreciadas fuentes, se puede practicar el senderismo por la multitud de rutas señalizadas existentes en sus bosques; también es de gran valor paisajístico el paraje del Embalse de Benitandús cercano a estas localidades.
En el entorno del parque, fuera ya de su ámbito se encuentran otras localidades de gran interés turístico como Onda, Segorbe y la Vall de Uxó.

## Economía
Desde tiempos inmemoriales se ha producido el aprovechamiento por parte del hombre de los recursos que le ofrecía la sierra de Espadán, siendo tal vez uno de los más destacados la extracción del corcho de los alcornoques.
Debido a la calidad de sus cursos fluviales existen diversas plantas embotelladoras de agua mineral dentro del propio parque.
Entre los diversos cultivos típicamente mediterráneos existentes son de destacar por su alta calidad las cerezas y el aceite de oliva, estando en tramitación la obtención de la denominación de origen para este último.

## Accesos
Existen muchas maneras de acceder con vehículo al parque. Si se accede desde la autovía Mudéjar A-23 es posible tomar como desvío la CV-230 a la altura de Soneja, la CV-200 y la CV-215 a la altura de Segorbe, la CV-213 a la altura de Navajas y la CV-203 a la altura de Jérica. También es posible acceder desde Alfondeguilla por la CV-230, o desde Tales a través de la CV-223.

## Junta Rectora del Parque
- Presidenta de la Junta Rectora: Josep Herrero
- Director-conservador:José Vicente Escobar Estellés
- Universidades de la C. V.: Universidad Jaime I de Castellón
- Consejerías: de Industria y Comercio; de Empleo; de Agricultura, Pesca y Alimentación; y de Medio Ambiente.